# Nepalskie Siły Powietrzne
Nepalskie Siły Powietrzne dysponują 9 samolotami i śmigłowcami służącymi jako jednostki pomocnicze. Do celów cywilnych wykorzystuje się 3 samoloty Short Skyvan. Ich głównym zadaniem jest zaopatrywanie w żywność górskich regionów kraju. Pozostały sprzęt to 2 średnie śmigłowce typu S.A. 330 Puma oraz 3 S.A.-316B Alouette III, z których 2 wyprodukowano w Indiach (HAL Chetak) i Rumunii (IAR Alouette III).